# Thomas Pelham-Holles
Lord Thomas Pelham-Holles (1693. július 21. – 1768. november 17.) brit politikus, miniszterelnök, Newcastle-upon-Tyne és Newcastle-under-Lyne első hercege, a Térdszalagrend lovagja, királyi titkos tanácsos. Politikai pályafutása átível a 18. századi whig uralom egész időszakán. A hatalmat mintegy 10 évig öccsével, Henry Pelhammel megosztva gyakorolta, akitől annak halála után átvette a kormány vezetését, és két szakaszban további hat évig kormányzott. Vezetése nem különösebben emlékezetes, sürgette országa részvételét a hétéves háborúban, ami végül a lemondásához vezetett. Második miniszterelnöki terminusa után egy ideig még Charles Watson-Wentworth (Lord Rockingham) kormányának tagja volt, mielőtt visszavonult a kabinetből.

## Élete
Pelham-Holles Thomas Pelham és (második) felesége, Grace Holles legidősebb fiaként 1693-ban született. Nagybátyja 1711-ben, apja pedig egy évvel később halt meg, mindketten nagy birtokot hagyva rá. Amikor 1714-ben nagykorú lett, az ország legjelentősebb földbirtokosává vált. Westminsterben és a cambridge-i Clare Collegeban tanult.
Pelham erőteljesen támogatta a whigeket Anna királynő halálakor, és befolyása révén jelentős szerepe volt abban, hogy a londoniak elfogadták I. Györgyöt. Szolgálatai elismeréseként 1714-ben Clare grófja, majd 1715-ben Newcastle-upon-Tyne hercege lett. Kinevezték a király képviselőjévé (Lord Liutenant) Middlesexben és Nottinghamshire-ben, és a Térdszalagrend lovagjává ütötték 1718-ban, amikor megerősítette whig kapcsolatait azzal, hogy elvette Lady Henrietta Godolphint.
1717-ben szerzett először politikai posztot, amikor a királyi udvar kamarása, ezzel kormánytag lett. 1724-ben Robert Walpole a déli területek miniszterévé nevezte ki Walpole politikai ellenfele, a leváltott Lord John Carteret helyére. E hivatalát Pelham-Holles megszakítás nélkül harminc évig (1754-ig) viselte, és csak öccse halála után, a miniszterelnökség átvételekor tette le. Elsősorban kitűnő kapcsolatainak és vagyonának köszönhetően őrizhette meg tisztségét ilyen hosszan, ám nem lehet figyelmen kívül hagyni kimeríthetetlen aktivitását és hatalmas vitakészségét sem. Rendkívül zavaros gondolkodású volt, és boldogtalan, ha nem volt több dolga, mint amennyit képes volt elvégezni. Ugyanakkor viszont kiemelkedő képességű parlamenti taktikus is volt, és egyaránt irányítani tudta a Képviselőházat és a Lordok Házát.

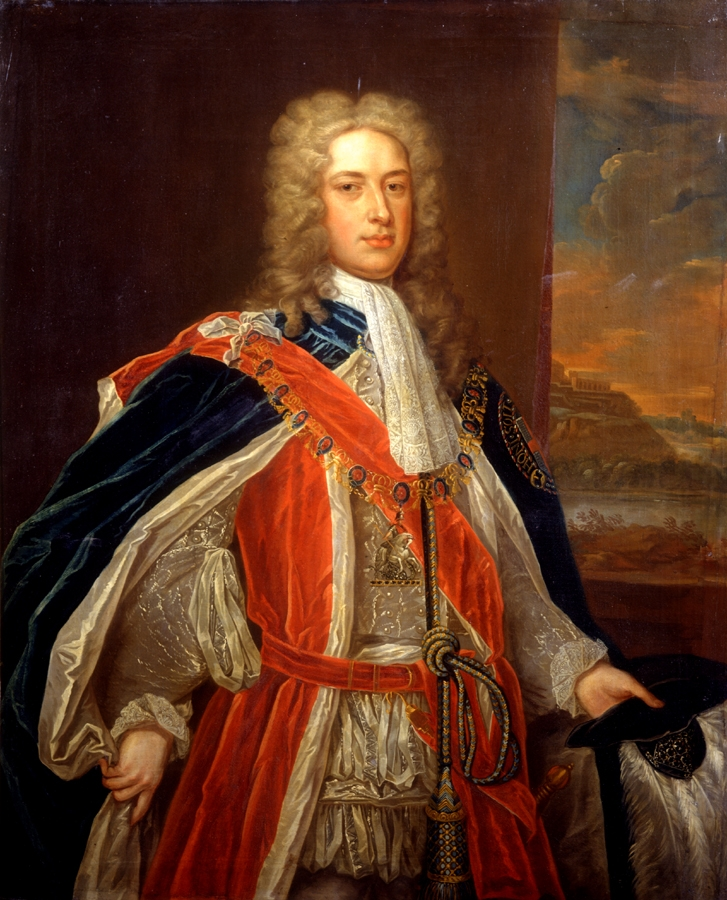
Newcastle 1735 körül

1731-ben Robert Walpole vidéki házában egy szabadkőműves páholy tagja lett a későbbi I. Ferenc német-római császár társaságában.
John Hervey (Lord Bristol) Emlékirataiban Walpole-hoz hasonlítva őt azt írja: „Van egy miniszterünk, aki mindent olyan látszólagos könnyedséggel és nyugalommal tesz, mintha nem tenne semmit[;] van egy másik, aki nem tesz semmit, miközben úgy kapkod és ágál, mintha mindent megtenne.” Hivatalában maradt Walpole 1742-es bukása után is, és hatalma tovább nőtt öccse miniszterelnöki kinevezését követően (1743). Utóbbi 1754 márciusi halála után követte őt hivatalában. Nagy-Britanniának a francia és indián háború (1754–1763) kezdeti szakaszában nyújtott gyenge teljesítménye miatt azonban 1756 novemberében lemondani kényszerült, átadva pozícióját William Cavendish-nek, Devonshire hercegének. Hosszú szolgálataiért megkapta a Newcastle-under-Lyne hercege címet.
1757 júliusában ismét miniszterelnök lett szövetségese, az idősebb William Pitt támogatásával, ám 1762 májusában az új király, III. György eltávolította, és bizalmasát, Lord Bute-ot nevezte ki a helyére. A herceg ellenzékbe vonult, és elvesztette a király képviselőjének posztját Middlesexben és Nottinghamshire-ben, mivel ellenezte az 1763-as békét. 1765-ben néhány hónapra főpecsétőr lett Charles Watson-Wentworth (Lord Rockingham) kormányában, ám egészsége gyorsan romlott, és 1768 novemberében meghalt.
A herceg szorgalmas és energikus államférfi volt, és becsületességét mutatja, hogy, bár fél évszázadra szinte monopolizálta a hivatali tisztségek feletti rendelkezés jogát, két ízben is visszautasította a nyugdíjat, és végül 300 000 fonttal szegényebben köszönt le hivataláról, mint amekkora vagyona annak elfoglalásakor volt.

## Családja

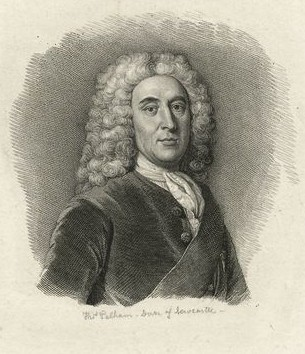

1718-ban a herceg elvette Henrietta Godolphint, John Churchillnek, Marlborough első hercegének unokáját. Lady Henrietta egészsége gyenge volt, és a házaspárnak nem született gyermeke.

## Utódlása
Attól tartva, hogy Newcastle upon Tyne hercegsége ismét kihal, II. György 1756-ban létrehozta a Newcastle-under-Lyne hercege címet azzal a kikötéssel, hogy azt a herceg unokaöccse, Henry Pelham-Clinton örökli.
Ezenkívül 1762-ben megkapta a Stanmer bárója címet, amelyet unokaöccse, Thomas Pelham örökölt.
Halálakor, 1768-ban ezzel címmel együtt a sussexi Pelham-birtokok nagy része és a herceg személyes iratai is Thomasra szálltak.
A Holles/Clare-birtokokat ugyanakkor a newcastle-i hercegi címmel együtt unokaöccse, Henry Pelham-Clinton örökölte, akitől addigra a herceg elidegenedett.

## Fordítás
- Ez a szócikk részben vagy egészben  a   Thomas Pelham-Holles, 1st Duke of Newcastle-upon-Tyne című angol Wikipédia-szócikk ezen változatának fordításán alapul.  Az eredeti cikk szerkesztőit annak laptörténete sorolja fel. Ez a jelzés csupán a megfogalmazás eredetét és a szerzői jogokat jelzi, nem szolgál a cikkben szereplő információk forrásmegjelöléseként.